# Rixbeck
Rixbeck ist ein Ortsteil der Stadt Lippstadt im nordrhein-westfälischen Kreis Soest.
Der Ort liegt östlich der Kernstadt Lippstadt an den Kreisstraßen K 50 und K 51. Die Landesstraße L 636 verläuft westlich und nördlich. Er wurde 1136 zum ersten Mal urkundlich erwähnt.
Während das Dorf zu Gründungszeiten lediglich ein paar Bauern am Fuße der „Rixbecker Alpen“ beherbergte wuchs es zu Beginn des 20. Jahrhunderts zu einem kleinen Dorf. In den 1970er Jahren sind zusätzliche Wohngebiete in direkter Nähe zur Stadt Lippstadt entstanden. Zum 30. Juni 2020 hatte Rixbeck 1068 Einwohner.

## Sehenswürdigkeiten
In der Liste der Baudenkmäler in Lippstadt sind für Rixbeck zwei Baudenkmäler aufgeführt:
- die katholische Kirche St. Antonius von Padua, eine einschiffige Kirche im romanischen Stil
- ein Backspeicher (Oberdorf 14)

Neben Gebäuden können in Rixbeck die „Rixbecker Alpen“ gefunden werden. Mit 90 Metern über NN bilden sie den höchsten Punkt der Stadt Lippstadt. Im Winter laden sie auf einer Kuhweide zum Rodeln ein.

## Vereine
Im Jahr 1972 wurde der Sportverein „SV Alpinia Rixbeck“, mit Anlehnung an die „Rixbecker Alpen“ gegründet. Der Verein fusionierte am 23. Mai 2019 mit dem „SV BW Dedinghausen“ zum „SV BW Rixbeck-Dedinghausen e. V.“. Dieser Verein ist mit mittlerweile über 1100 Mitgliedern der zweitgrößten Verein in Lippstadt. Beim „SV BW Rixbeck-Dedinghausen e. V.“ können nun Sportarten wie Badminton, Tennis, Fußball, Bogensport und viele mehr betrieben werden.
Neben dem Sportverein ist auch der „Schützenverein Rixbeck e. V.“ in Rixbeck zu finden. Er wurde im Jahre 1860 gegründet und organisiert jedes Jahr ein Schützenfest auf dem Platz an der Alpenstraße 14.